# Tirisztor

A tirisztorok szabványos áramköri jele

A tirisztor kapcsolóként működő, félvezető áramköri elem; bizonyos alkalmazásokban vezérelt egyenirányítóként is használják. A vezérlőelektróda és a katód lábai közé kapcsolt vezérlőjel hatására a tirisztor „begyújt”, vagyis áramot vezető állapotba kerül. Az átfolyó áram csak akkor szűnik meg, ha a tirisztor anód-katód lábai között az átfolyó áram megszűnik, amely állapot több esetben fordul elő a gyakorlatban; a legjellegzetesebbek:
- szinuszos jel egyenirányításakor a szinuszjel nullátmenetének pillanatában
- több különböző fázisú szinuszos feszültség egyenirányításakor, hídkapcsolásban, a kommutáció pillanatában (mikor két fázis feszültségkülönbsége nulla), ha a tirisztor 0 gyújtáskésleltetéssel működik
- egyenirányított szinuszos jel esetén a szűretlen, úgynevezett lüktető egyenáram nullába futásakor

A felhasználásakor a triachoz hasonlóan, ha nem a szinuszjel elején lesz „begyújtva” a tirisztor, így elkerülendő a tirisztor begyújtásakor keletkező túl gyors áram-, illetve feszültség-emelkedés, ezzel a módszerrel teljesítményszabályozó, illetve lágyindító áramkör készíthető, amelyben a tirisztor minimális disszipációval rendelkezik, ezáltal jó a hatásfoka és csak csekély hűtést igényel.
Megjegyzés: ha éppen triac áll rendelkezésünkre, az is beépíthető a tirisztor helyére. A triac másik félperiódusbeli viselkedése ebben az esetben nem lesz kihasználva.

## Felépítése
A tirisztor három p-n átmenetet tartalmaz. Ebből kettő nyitóirányú, egy pedig záróirányú. A tirisztornak három érintkezője van: anód, katód, és vezérlőelektróda. Amennyiben a vezérlést az elektromos áram mindkét periódusára szeretnénk alkalmazni, két tirisztort szemben, egymással párhuzamosan kapcsolva alkalmazunk. Ennek az eszköznek az áramköri neve a triac.
A tirisztor egy vezérlőelektródával (G-gate, kapu) ellátott négyrétegű dióda. Pozitív anódfeszültség esetén a vezérlőelektródára adott pozitív feszültség csökkenti a középső p-n átmenet lezárását, így már kisebb UAK feszültség mellett bekövetkezik a billenés (gyújtás). Nagyobb UG vezérlőfeszültség mellett – mivel tovább csökken a középső p-n átmenet záró hatása – még kisebb UAK feszültség szükséges a billenéshez. Mivel a billenés után a négyrétegű dióda és így a tirisztor is bekapcsolt állapotban marad, a vezérlőfeszültséget nem szükséges tartósan a G elektródán hagyni. A gyújtófeszültség ezért egy pozitív feszültségimpulzus is lehet, de gyakorlatban, inkább impulzus-sorozatot alkalmaznak. A tirisztor kikapcsolása úgy lehetséges, hogy az IA áramot a tartóáram értéke alá csökkentjük.